# Uwabaki
Uwabaki (上履き) er en form for japanske hjemmesko, der bruges indenfor, i skoler, eller i særlige virksomheder, hvor udesko er forbudte at have på.
Oprindeligt brød japanere sig ikke om at have udesko på hjemme, så de tog deres sko af i indgangen til hjemmet, hvor et par uwabaki som regel stod klar til brug indendørs. Hvis der ikke er nogen uwabaki i et givet hjem, tages udeskoene blot af, og personen vil så gå rundt i sokker eller bare fødder, alt efter smag.
Ved indgangen af enhver form for skole, lige fra børnehave til college, er der et specielt skab for alle elever til at stille deres uwabaki, eller tage dem.

## Sydkorea
I Sydkorea er uwabaki også kendt som silnaehwa (실내화). De er brugt på en nogenlunde ens måde i skoler, virksomheder. etc., men ikke så ofte i hjemmet. Bare fødder eller sokker er mere almindeligt end hjemmesko i landet.